# 绿豆汤

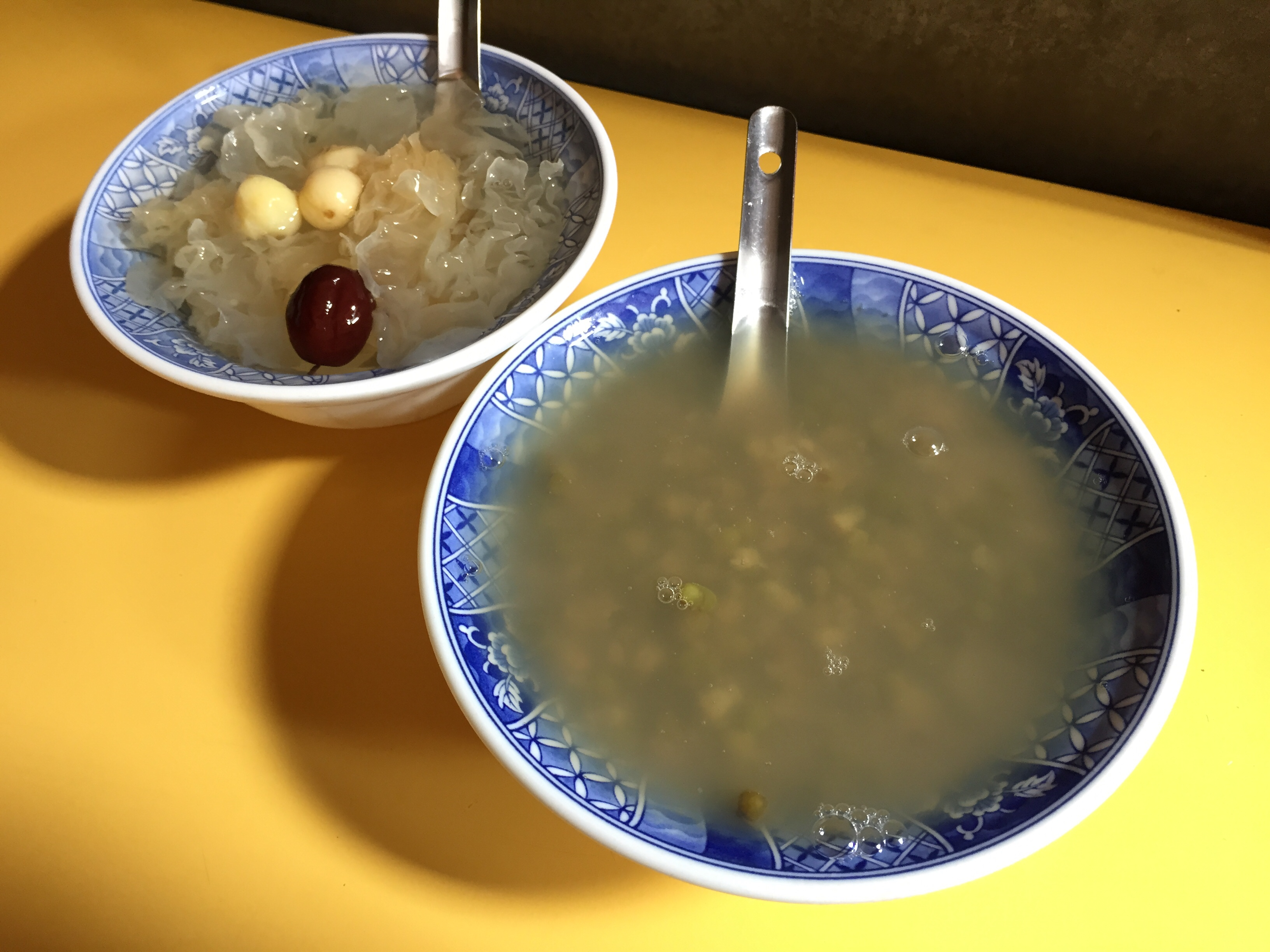
绿豆汤

綠豆湯是華人地區常見的甜品之一，主要材料是綠豆。有時會加些牛奶，冰糖增加口感。
一般豆子煮得粒粒分明的称为“綠豆湯”，煮得比较烂煮至有沙状口感的则称为“綠豆沙”。

## 概况
绿豆汤可熱食、冷食、甜食等。加米可以成為綠豆粥，加谷粮可成为绿豆什锦羹。南方也常加海带一起熬煮。
熬煮過程當中除了加糖之外，不加其他材料。糖可以是冰糖、砂糖或紅糖，帶出的口味也不同。這是夏天清涼解渴的消暑聖品。
在台灣，夏天的綠豆湯與冬天的紅豆湯是典型的夏冬兩季的代表飲品

## 相關
- 綠豆冰沙
- 紅豆湯
- 綠豆